# Abckirja

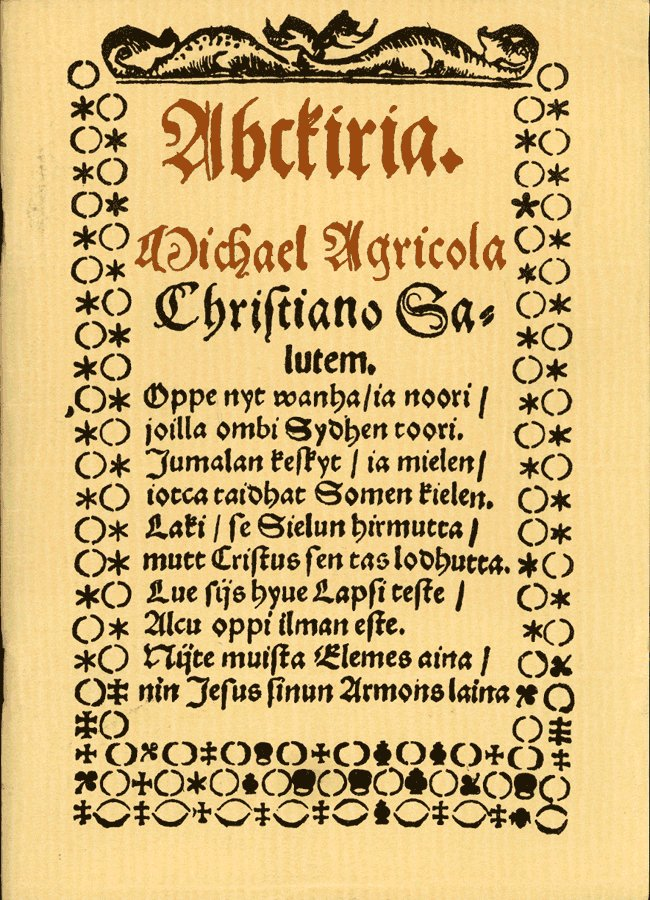
Abckiria, najstarsze dzieło w języku fińskim

Abckirja (obecnie obowiązuje zapis ABC-kirja), w języku fińskim Elementarz – pierwsza książka opublikowana w języku fińskim w 1543. Została napisana została przez fińskiego biskupa i reformatora Mikaela Agricolę przy okazji pracy nad fińskim przekładem Nowego Testamentu (Se Wsi Testament), który Agricola ukończył w 1548.
Abckirja miała za zadanie nauczyć podstaw czytania. Zawierała alfabet, ćwiczenia w pisaniu i katechizm, łącznie z Ojcze nasz i Dekalogiem. Pierwsze wydanie liczyło 16 stron, drugie z 1551 – 24 strony. Do dziś nie zachowała się żadna kompletna kopia książki.
Obecnie najbardziej znaną częścią książki jest otwierający ją wiersz.